# Titova pećina u Plahovićima
Titova pećina nalazi se u mjestu Plahovići kod Kladnja.
U ovoj pećini boravio je Josip Broz Tito u vrijeme od 1. do 11. srpnja 1943., nakon bitke na Sutjesci (tzv. peta neprijateljska ofenziva). U pisanim dokumentima iz tog razdoblja stoji da je tu Tito se članovima CK KPJ i Izvršnog odbora AVNOJ-a pisao načela odluka koje su krajem 1943. godine donesene na zasjedanju AVNOJ-a i ZAVNOBiH-a.
Pećina se sastoji od jedne prostorije duge 8, a široke 6 metara. Prostorije je visoka od 5 do 10 metara. Prilaz pećini je vrlo nepristupačan.
U bivšoj Jugoslaviji pećina je zaštićena kao memorijalni spomenik prirode.

## Vanjske poveznice
- Titova pećina  Arhivirana inačica izvorne stranice od 4. ožujka 2016. (Wayback Machine)
- Put do pećine
- Pećina i kuća u Plahovićima  Arhivirana inačica izvorne stranice od 22. prosinca 2015. (Wayback Machine)